# Høyangers kommun
Høyangers kommun (norska: Høyanger kommune) är en kommun i Vestland fylke i västra Norge. Kommunen är namngiven efter centralorten Høyanger och ligger i landskapet Sogn vid den yttre delen av Sognefjorden. Den delas av fjorden i en nordlig och en sydlig del. 
I den norra delen finns huvuddelen av befolkningen och samtliga tätorter: Høyanger med 2 177 invånare (2009), Austreim med 360 invånare (2009) och Kyrkjebø med 274 invånare (2009). På nordsidan ligger också industrisamhället Vadheim, som dock inte längre räknas som tätort efter att befolkningen sjunkit till under 200.
Sydsidan har endast 8 % av kommunens befolkning. Denna del av kommunen har inga större samhällen och präglas av dåliga kommunikationer. 

## Administrativ historik[5]
Norges kommunväsen inrättades 1837. Laviks kommun omfattade då de tre socknarna Lavik, Bø och Kyrkjebø.[källa behövs]
1853 bröts Kyrkjebø socken ut och bildade Klævolds kommun, med namn efter Klævolds tingslag. 1890 fick kommunen istället samma namn som socknen, enligt det då ännu förhärskande danska skriftspråket stavat Kirkebø. 1917 ändrades stavningen till Kyrkjebø, som stämde bättre med nynorskt skriftspråk och det lokala uttalet. Vid denna tid förändrades kommunen radikalt genom anläggandet av aluminiumverken i Høyanger. På ett årtionde fördubblades invånarantalet, och lantbrukskommunen blev en industrikommun. Det dröjde dock till 1950-talet innan kommunens administration flyttade från byn Kyrkjebø in till Høyanger.
Laviks kommun omfattade från 1853 alltså endast socknarna Lavik och Bø.[källa behövs] 1861 slogs den ihop med Brekke kommun, och bildade Lavik og Brekke kommun. 1862 överfördes Bø socken till den då nyinrättade Hyllestads kommun. Det var svåra slitningar mellan de jämnstora bygderna Lavik och Brekke, som låg på var sin sida fjorden, och 1904 gick de skilda vägar. Därefter omfattade Laviks kommun alltså endast socknen med samma namn.
1964 slogs Laviks och Kyrkjebø kommuner ihop, och den nya kommunen fick namnet Høyanger, efter centralorten. Den 1 januari 2020 utökades kommunen med området Nessane från tidigare  Balestrands kommun.

## Folk och språk
Under den expansiva mellankrigsperioden var inflyttningen stor. Många av de nya invånarna kom från andra delar av Sogn och Vestlandet i övrigt, men en stor del kom från andra delar av landet och även från Sverige. Det var alltså en mängd olika dialekter som möttes, och efter några decennier hade en ny dialekt etablerat sig, som på flera sätt skiljer sig från den traditionella målet i Sogn. 
Liksom i övriga delar av dåvarande Sogn og Fjordane fylke är nynorska det helt dominerande skriftspråket i alla delar av samhället. I Laviks kommun infördes det som undervisningsspråk i skolorna 1900, i Kyrkjebø kommun skedde det stegvis från 1891 till 1904. På grund av den stora inflyttningen från andra delar av landet infördes parallellklasser med bokmål på skolan i Høyanger samhälle, men sedan 1950-talet har nynorskan varit allenarådande. 

## Befolkningsutveckling[7]
Ända sedan omkring 1900 har befolkningen kontinuerligt minskat i de rena landsbygdsområdena, framför allt i bygderna på södra sidan av fjorden som är avsides belägna. 
Siffrorna i sin helhet avspeglar utvecklingen i centralorten. Den är ett industrisamhälle som grundades 1916 och därefter växte snabbt. Efter andra världskriget har utvecklingen mestadels varit nedåtgående. 
| 1900-12-03 | 1910-12-01 | 1920-12-01 | 1930-12-01 | 1946-12-03 | 1950-12-01 | 1960-11-01 | 1970-01-01 | 1980-01-01 | 1990-01-01 | 2000-01-01 | 2010-01-01 |
| ---------- | ---------- | ---------- | ---------- | ---------- | ---------- | ---------- | ---------- | ---------- | ---------- | ---------- | ---------- |
| 2 883      | 2 816      | 3 586      | 5 048      | 5 844      | 5 667      | 5 512      | 5 334      | 5 044      | 4 864      | 4 677      | 4 256      |

## Industri
Hydro Aluminium Metal Høyanger startade sin produktion 1918. Aluminium utvinns och gjuteriprodukter tillverkas. Senare tillkomst av Hydro Høyanger recycling.

## Politik

### Valresultat kommunvalet 2007
| Partibeteckning      | A      | SV    | R      | SP     | KRF   | H      | KYST  |
| -------------------- | ------ | ----- | ------ | ------ | ----- | ------ | ----- |
| Andel röster         | 46,0 % | 4,2 % | 11,4 % | 14,7 % | 4,2 % | 18,5 % | 1,0 % |
| Fullmäktigeledamöter | 10     | 1     | 2      | 3      | 1     | 4      | 0     |

Anmärkning: Framstegspartiet kandiderade inte till kommunvalet 2007. Venstre har inte kandiderat sedan 1983.

### Valresultatstortingsvalet2009
| Parti- beteckning | A      | SV    | R     | SP     | KRF   | V     | H      | FRP    | KYST  | MDG   | DEM   |
| ----------------- | ------ | ----- | ----- | ------ | ----- | ----- | ------ | ------ | ----- | ----- | ----- |
| Andel röster      | 29,6 % | 5,8 % | 0,9 % | 25,2 % | 6,8 % | 3,3 % | 12,1 % | 15,8 % | 0,2 % | 0,2 % | 0,0 % |

Samtliga partier som fick röster i kommunen är redovisade.
Förkortningar:

A = Arbeidarpartiet

SV = Sosialistisk Venstreparti

R = Raudt

SP = Senterpartiet

KRF = Kristeleg Folkeparti

H = Høgre

FRP = Framstegspartiet

K = Kystpartiet

MDG = Miljøpartiet Dei Grøne

DEM = Demokratane

## Tätorter
I Høyangers kommun finns tre tätorter:
- Austreim
- Høyanger (centralort)
- Kyrkjebø

Orten Vadheim har tidigare räknats som en tätort men uppfyller inte längre kriterierna

## Socknar
Inom Norska kyrkan är Høyangers kommun indelad i fyra socknar:
- Bjordal og Ortneviks socken
- Høyangers socken
- Kyrkjebø socken
- Laviks socken

Socknarna ingår i Sunnfjords prosteri i Bjørgvins stift.

## Bilder

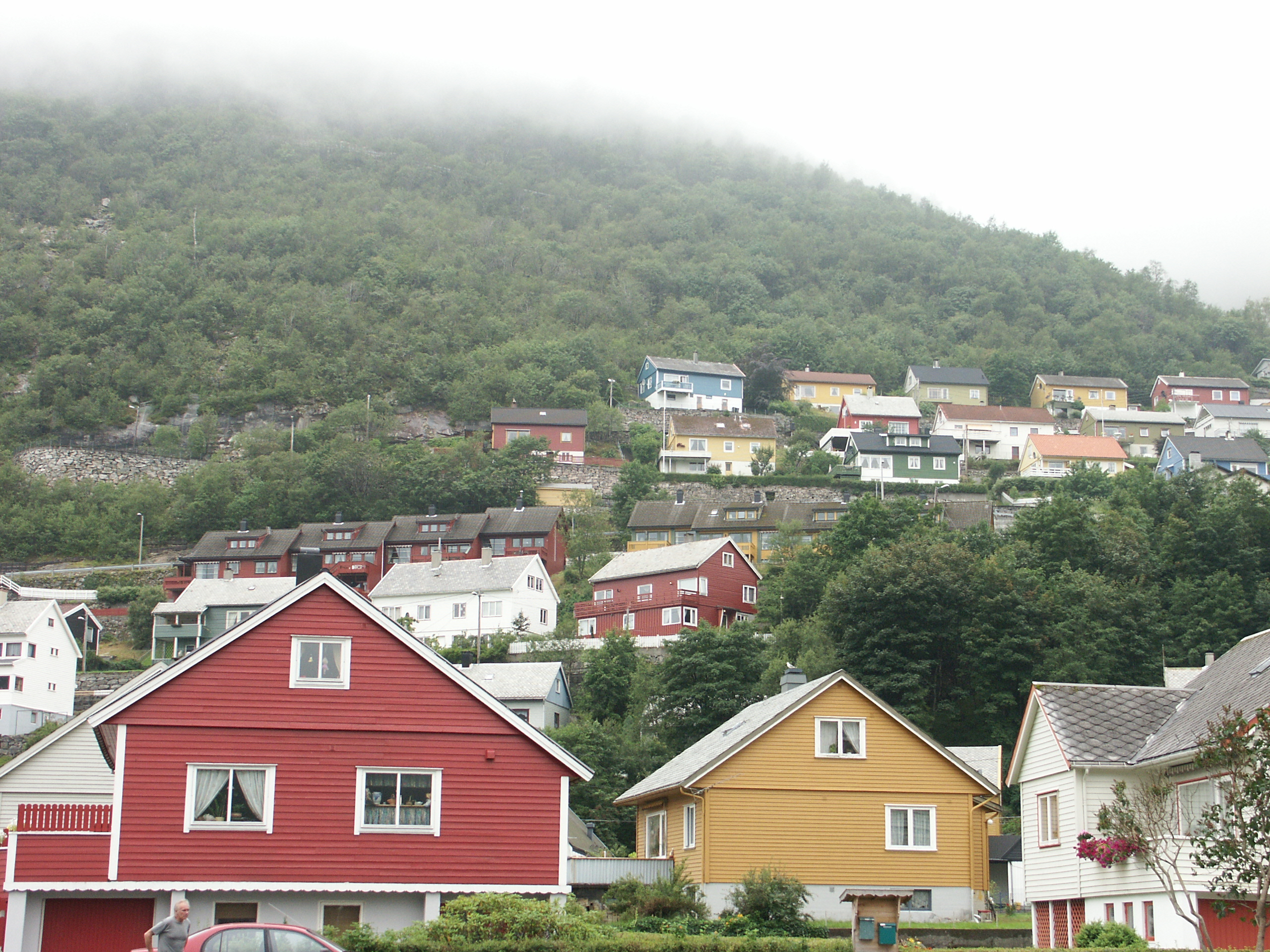
Egnahemsområde i centralorten Høyanger.
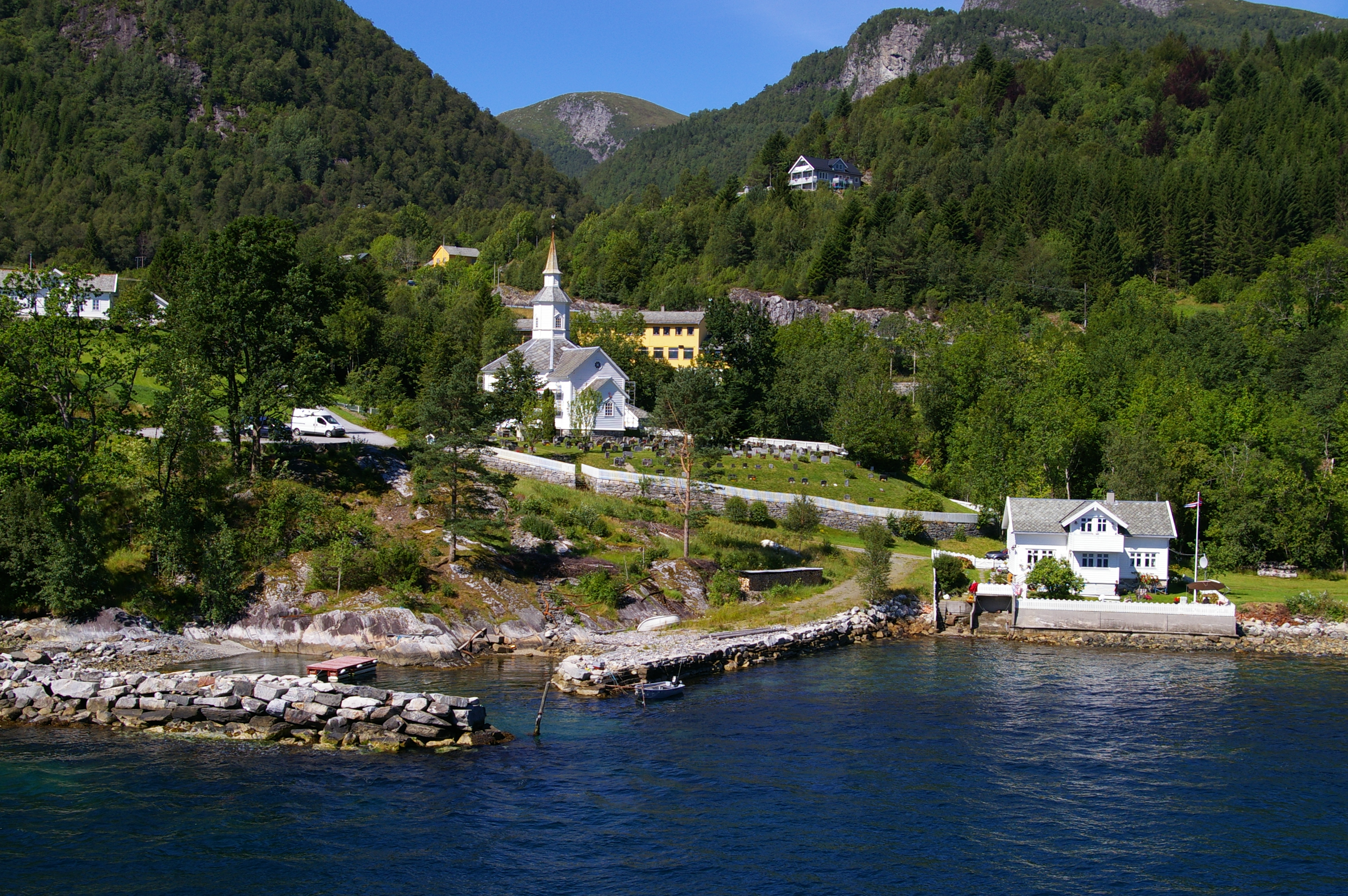
Från Lavik går färja till Oppedal i Gulens kommun på södra sidan Sognefjorden.
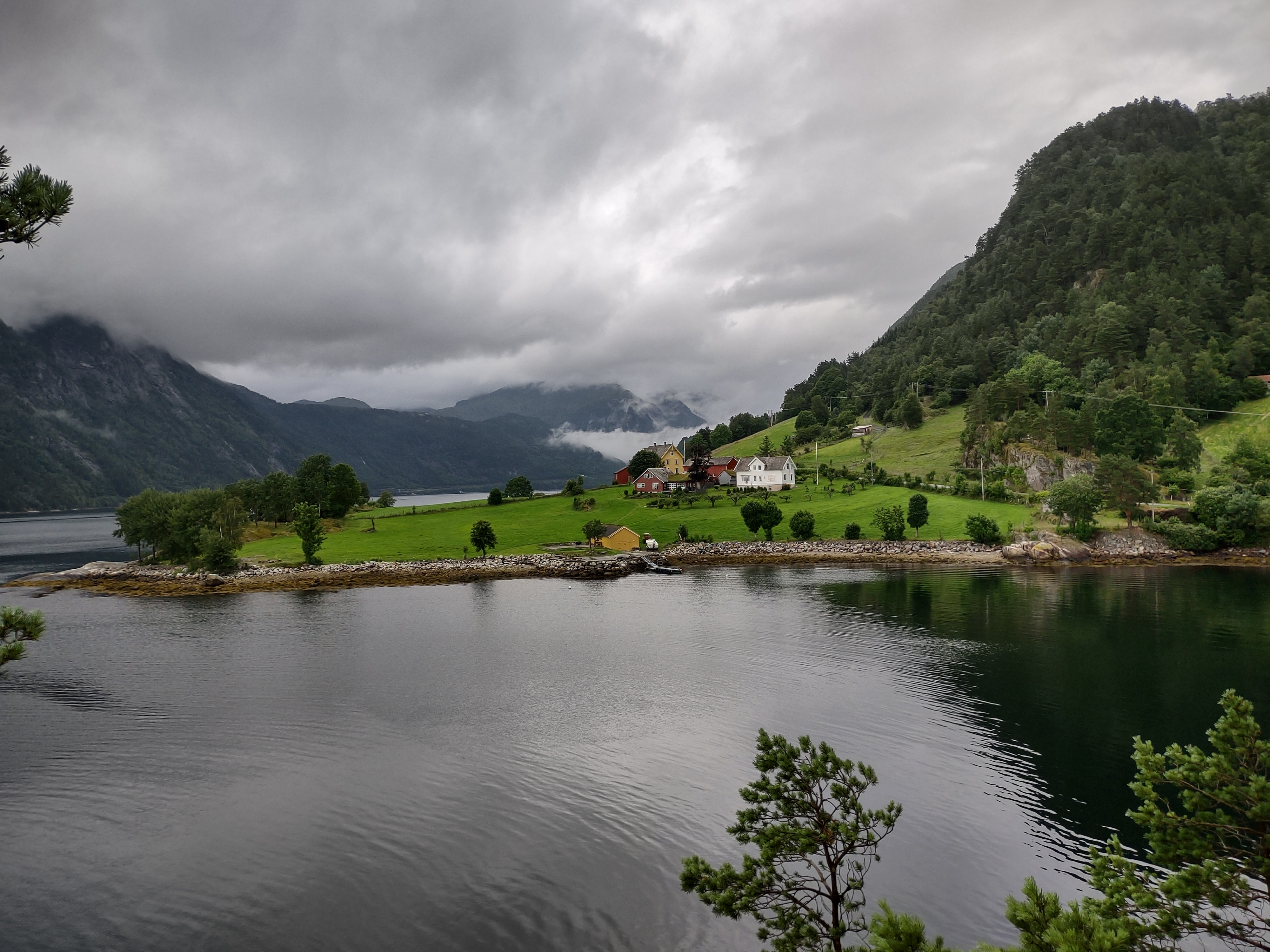
Klevald.
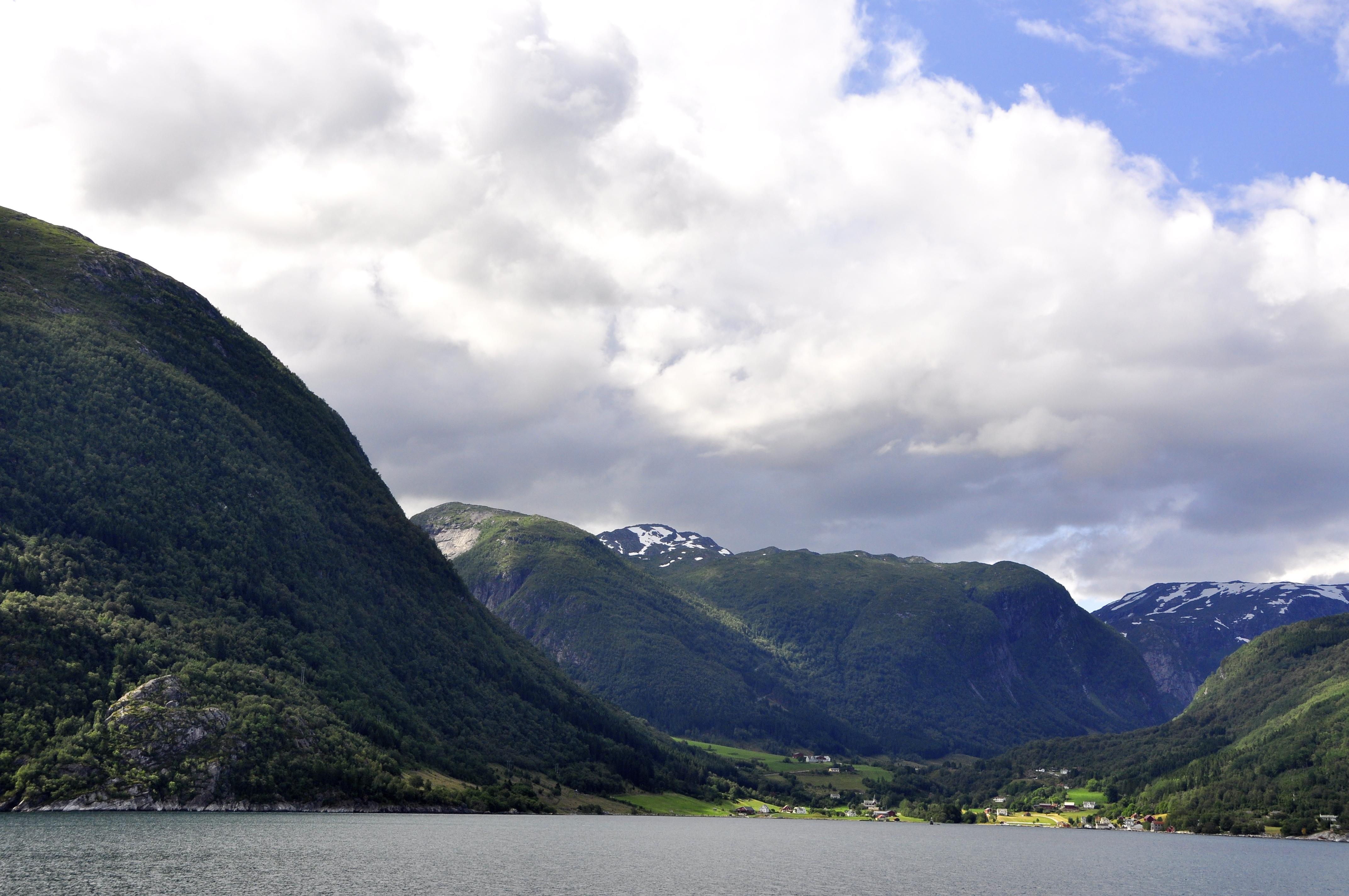
Ortnevik.